# Tekstura (żywność)
Tekstura żywności – oznaka ogółu właściwości strukturalnych oraz reologicznych produktu, odbieranych przez człowieka za pomocą bodźców mechanicznych, wzrokowych i słuchowych. Jest właściwością sensoryczną,  ma charakter wieloparametrowy, jest pochodną makro- i mikroskopowej struktury żywności oraz jest postrzegana przez wiele zmysłów. W celu opisu tekstury stosuje się szereg parametrów, które mogą być mierzone instrumentalnie:
- Twardość – siła niezbędna do osiągnięcia określonej deformacji.
- Spójność – stopień w jakim ciało może być zdeformowane zanim ulegnie uszkodzeniu.
- Lepkość – opór stawiany przeciw płynięciu.
- Sprężystość – stopień w jakim zdeformowane ciało powraca do pierwotnego kształtu, po ustaniu siły deformującej.
- Adhezyjność – praca niezbędna do pokonania sił przyciągających pomiędzy żywnością a materiałem, z którym wchodzi w kontakt
- Przeżuwalność – energia potrzebna do rozdrobnienia żywności w formie ciała stałego do formy możliwej do przełknięcia.
- Gumowatość – energia potrzebna do rozdrobnienia żywności w formie półpłynnej do formy możliwej do przełknięcia.